# Битва при Ларге
Битва при Ларге — сражение русско-турецкой войны 1768—1774 годов у реки Ларги, левого притока Прута.

## Ход
7 (18) июля 1770 года, через 20 дней после битвы у Рябой Могилы, генерал-аншеф граф Пётр Александрович Румянцев с 38 тысячным войском при 115 орудиях разбил османское войско из 15-тысячной турецкой пехоты и 65 тысяч крымских татар под предводительством Каплан-Гирея.
Каплан-гирей расположился за рекой Ларга на сильной позиции, правый фланг которой был укреплен окопами. Общие силы турок и татар, доходили до 80 тыс., русских было всего около 25 тысяч. Несмотря на превосходство неприятеля в силах, Румянцев принял решение немедленно атаковать противника, и 4 июля, наступая от Фальчи, остановился в 8-и верстах от турецкого лагеря. Несколько тысяч турецко-татарской конницы бросились на русские передовые отряды, но были отбиты. На следующий день турки и татары атаковали более крупными силами и снова потерпели неудачу, а на рассвете 7 июля русские сами перешли в наступление против турецких позиций. По составленному на военном совете плану, главный удар решено было направить против правого фланга турок, в то время как дивизия генерала П. Г. Племянникова должна была провести демонстрацию против левого фланга. Избранный план оказался успешен. Когда корпуса генералов Баура и Н. В. Репнина овладели турецкими окопами, Племянников перевел свою дивизию через Ларгу, и общая атака русских заставила турок поспешно бросить последнее укрепление и свой лагерь. Татарская конница, пытавшаяся прикрыть отступление, была опрокинута русской тяжелой кавалерией, графа И. П. Салтыкова.
Румянцев использовал новую тактику передвижения войск колоннами, которые в бою обращались в рассыпной строй, что препятствовало точному в них попаданию. Против конницы Румянцевым использовались пушки. Битва обернулась стратегической победой для России, были захвачены 33 турецких орудия и обширный вражеский лагерь, в самом лагере было найдено до 1 000 турецких тел.
Две недели спустя, 21 июля (1 августа), русское войско одержало ещё более крупную победу в сражении под Кагулом. За этот успех Румянцев был награждён 27 июля (7 августа) 1770 года орденом Св. Георгия 1 степени.